# Pacific Beach (Waszyngton)
Pacific Beach – jednostka osadnicza w Stanach Zjednoczonych, w stanie Waszyngton, w hrabstwie Grays Harbor, nad Oceanem Spokojnym.